# Charles-Daniel Prince
Charles-Daniel Prince (* 3. November 1689 in Saint-Blaise; † 24. Mai 1762 in La Sagne) war ein Schweizer evangelischer Geistlicher.

## Leben

### Familie
Charles-Daniel Prince war der Sohn des Händlers Daniel Prince und dessen Ehefrau Louise Boyve.
Er heiratete am 5. September 1714 Marguerite-Ursule, eine Tochter von Abraham Dubois, Bürgermeister von Les Brenets.

### Werdegang
In der Zeit von 1707 bis 1709 studierte Charles-Daniel Prince Philosophie an der Académie de Genève und darauf von 1709 bis 1712 Theologie und Philosophie an der Universität Basel; am 15. September 1712 erfolgte seine Ordination.
Nach dem Studium war er anfangs von 1712 bis 1718 Vikar in Le Locle und darauf von 1718 bis 1739 Pfarrer in Les Ponts-de-Martel sowie von 1739 bis zu seinem Tod Pfarrer in La Sagne.

### Geistliches und berufliches Wirken
Charles-Daniel Prince war ein Verfechter der Lehre von der Unendlichkeit der Höllenstrafen. 1759 löste er durch seinen Angriff auf Ferdinand-Olivier Petitpierre, der seit 1754 in seinen Predigten behauptete, dass die Höllenstrafen nicht ewig dauern würden, einen Streit um deren Dauer aus.
Er verfasste auch das Manuskript Dictionnaire du Patois des Habitans de la Principauté de Neuchâtel et Vallangin, das jedoch unveröffentlicht blieb.